# Władysław Drużczenko
Władysław Drużczenko, ukr. Владислав Георгійович Дружченко (ur. 16 stycznia 1973 w Dniepropetrowsku) – ukraiński badmintonista, mistrz sportu klasy międzynarodowej. Mistrz Ukrainy w grze pojedynczej (1992, 1993, 1994, 1995, 1996, 1997, 1998, 1999, 2000, 2001, 2002, 2003, 2004, 2005, 2006), w grze podwójnej (1992, 1993, 2001, 2002, 2003, 2005, 2006, 2010), w grze mieszanej (1992, 1994, 1995, 1996, 1997, 1999, 2000, 2001, 2002, 2003, 2004, 2005, 2006, 2007). Dwukrotny brązowy medalista Pucharu Mistrzów Europejskich. Grand Prix Europy – pierwsze miejsce (2007). Uczestnik Letnich Igrzysk Olimpijskich 1996 i Letnich Igrzysk Olimpijskich 2000. W 1991 wygrał Czechoslovakian Open w grze mieszanej, w 1994 i 1995 Bulgarian International w grze mieszanej, w 1994, 1995 Slovak International w grze pojedynczej oraz mieszanej, w 1996 Austrian International w grze mieszanej, w 2000 Russian Open w grze pojedynczej, w 2000 i 2007 Polish Open w grze pojedynczej, a w 2004 w grze mieszanej, w 2005 Bitburger Open w grze mieszanej.
W 2008 reprezentował Ukrainę na igrzyskach w Pekinie, brał udział w grze pojedynczej – odpadł w 1/32 finału.